# Angolo Terme
Angolo Terme é uma comuna italiana da região da Lombardia, província de Bréscia, com cerca de 2.508 habitantes. Estende-se por uma área de 30 km², tendo uma densidade populacional de 84 hab/km². Faz fronteira com Azzone (BG), Borno, Castione della Presolana (BG), Colere (BG), Darfo Boario Terme, Piancogno, Rogno (BG).

## Demografia
| Variação demográfica do município entre 1861 e 2011                               |
|                                                                                   |
| Fonte: Istituto Nazionale di Statistica (ISTAT) - Elaboração gráfica da Wikipedia |